# Combined Locks
Combined Locks es una villa ubicada en el condado de Outagamie en el estado estadounidense de Wisconsin. En el Censo de 2010 tenía una población de 3.328 habitantes y una densidad poblacional de 683,48 personas por km².

## Geografía
Combined Locks se encuentra ubicada en las coordenadas 44°15′51″N 88°18′24″O / 44.26417, -88.30667. Según la Oficina del Censo de los Estados Unidos, Combined Locks tiene una superficie total de 4.87 km², de la cual 4.42 km² corresponden a tierra firme y (9.31%) 0.45 km² es agua.

## Demografía
Según el censo de 2010, había 3.328 personas residiendo en Combined Locks. La densidad de población era de 683,48 hab./km². De los 3.328 habitantes, Combined Locks estaba compuesto por el 96.66% blancos, el 0.24% eran afroamericanos, el 0.6% eran amerindios, el 1.47% eran asiáticos, el 0.12% eran isleños del Pacífico, el 0.27% eran de otras razas y el 0.63% pertenecían a dos o más razas. Del total de la población el 1.98% eran hispanos o latinos de cualquier raza.